# Provincia de Chichaoua
La provincia de Chichaoua es una de las provincias de Marruecos, parte de la región de Marrakech-Safí. Tiene una superficie de 6.872 km² y 339.818 habitantes censados en 2004. 

## División administrativa
La provincia de Chichaoua consta de dos municipios y 33 comunas:

### Municipios
- Chichaoua
- Imintanoute

### Comunas
| - Adassil - Afalla Issen - Ahdil - Ain Tazitounte - Ait Haddou Youssef - Ait Hadi - Assif El Mal - Bouabout - Bouabout Amdlane - Douirane - Gmassa | - Ichamraren - Imindounit - Irohalen - Kouzemt - Lalla Aaziza - Lamzoudia - Majjat - M'Zouda - Nfifa - Oued L'Bour - Oulad Moumna | - Rahhala - Saidate - Sid L Mokhtar - Sidi Abdelmoumen - Sidi Bouzid Arragragui - Sidi Ghanem - Sidi M'Hamed Dalil - Taouloukoult - Timezgadiouine - Timlilt - Zaouia Annahlia |